# Raphaël Glorieux
Raphaël Glorieux (ur. 26 stycznia 1929 w Quévy-le-Petit, zm. 19 sierpnia 1986 w La Louvière) – belgijski kolarz torowy i szosowy, srebrny medalista torowych mistrzostw świata.

## Kariera
Największy sukces w karierze Raphaël Glorieux osiągnął w 1951 roku, kiedy zdobył srebrny medal w indywidualnym wyścigu na dochodzenie amatorów podczas torowych mistrzostw świata w Mediolanie. W zawodach tych wyprzedził go jedynie Włoch Mino De Rossi, a trzecie miejsce wywalczył kolejny włoski kolarz Guido Messina. Był to jedyny medal wywalczony przez Glorieuxa na międzynarodowej imprezie tej rangi. Wielokrotnie zdobywał medale torowych mistrzostw Belgii, w tym pięć złotych w swej koronnej konkurencji. Startował również w wyścigach szosowych, ale bez większych sukcesów.
Odpadł w ćwierćfinale wyścigu drużynowego na 4000 metrów na dochodzenie na igrzyskach olimpijskich w 1948 w Londynie.
Jego młodszy brat Gabriel również był kolarzem, olimpijczykiem z 1952.